# 플라이비
플라이비(영어: Flybe)은 영국의 저비용 항공사이자 지역 항공사로 1979년에 설립되었다. 하지만 코로나19로 인해 2020년 3월 5일부로 파산을 하였다.

## 보유 기종
- 2020년 3월 5일 파산 전까지 플라이비는 다음과 같은 기종을 보유하고 있다.[6]

## 퇴역 기종
- 2020년 3월 5일 파산 전까지 플라이비는 다음과 같은 기종을 보유하였다.

## 사진

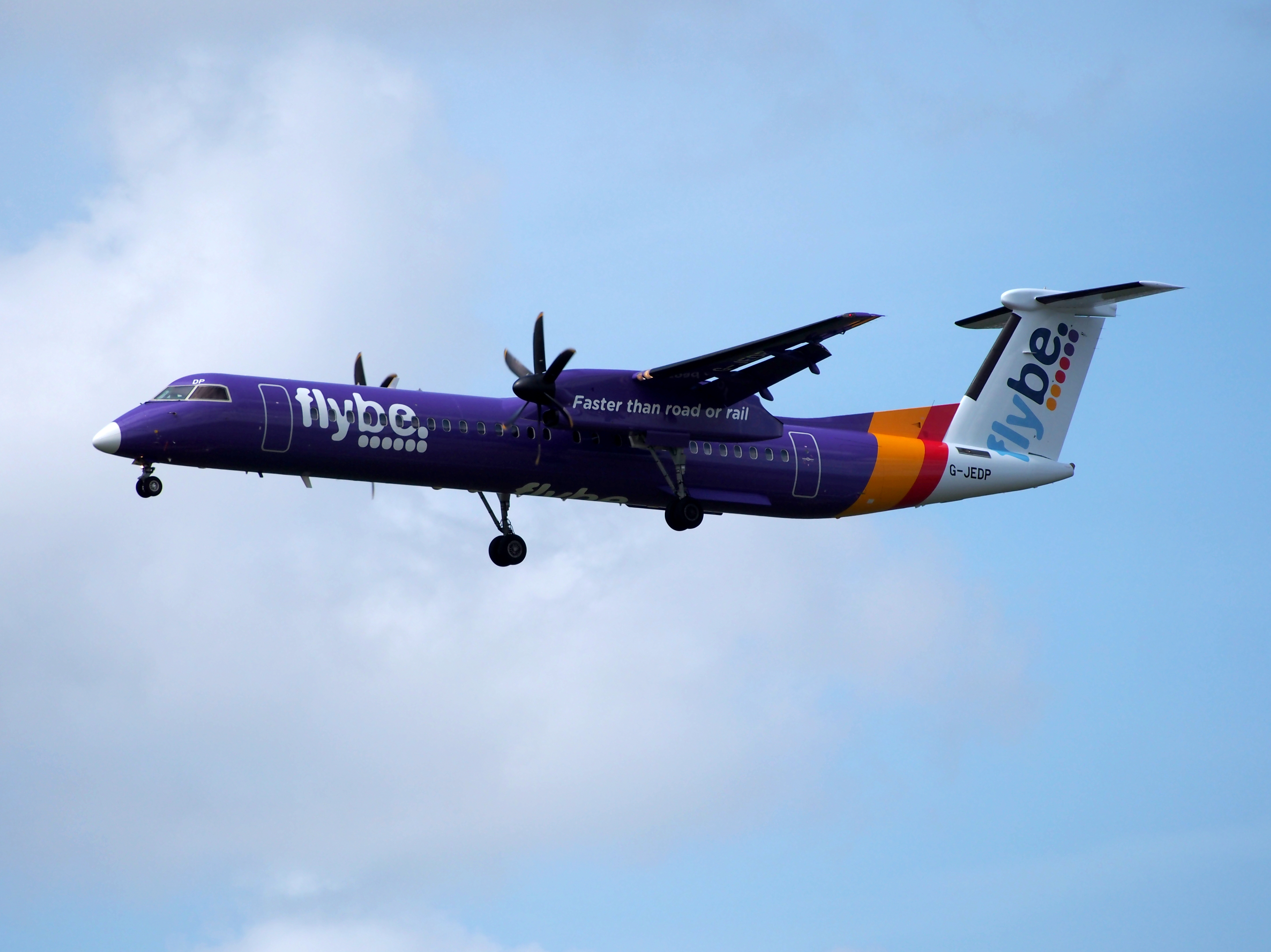
플라이비의 봄바디어 대쉬 8 Q400